# In Spanje
In Spanje is een lied van de Nederlandse zanger Mart Hoogkamer. Het werd in 2023 als single uitgebracht.

## Achtergrond
In Spanje is geschreven door Aad van Toor, Bas van Toor en Rinus van Galen en geproduceerd door Tom Peters. Het is een nummer uit het genre levenspop en nederpop. In het lied zingt de artiest over op vakantie gaan naar Spanje. Het nummer is een bewerking van De Spaanse zon van Bassie & Adriaan uit de televisieserie Bassie & Adriaan: Het Geheim van de Sleutel uit 1978. Toen Hoogkamer in augustus 2022 tijdens een interview bij televisieprogramma Muziekfeest op het Plein werd gevraagd welk nummer hij ooit eens zou willen coveren, vertelde hij De Spaanse zon. Tijdens een gesprek met Omroep West werden de zanger en Bassie & Adriaan vervolgens aan elkaar gekoppeld. De zanger vertelde later dat hij al zijn hele leven fan was van het duo en vrijwel alle afleveringen en dus alle nummers uit zijn hoofd kent. Hierop volgend moest de zanger zijn eigen label overtuigen om het te op te laten nemen, aangezien die de zanger eerst niet serieus namen met de keuze van het nummer.
Het was niet de planning van de zanger om het lied al in januari 2023 uit te brengen, wat midden in de winter is, terwijl het een zomers lied is. Dit werd echter gedaan om rekening te houden met Bas van Toor, wiens gezondheid ten tijde van uitbrengen erg broos was. Hoogkamer wilde dat beide van zijn idolen het uitbrengen van de cover meemaakten en vervroegde dus het releasemoment van de single. De single heeft in Nederland de gouden status.
De zanger kreeg een budget van zijn label om een videoclip te laten maken, waarvan de zanger vervolgens met een aantal van zijn vrienden op vakantie is gegaan naar Spanje. De beelden van deze vakantie vormen samen de muziekvideo.

## Hitnoteringen
De zanger had succes met het lied in Nederland. De piekpositie in de Nederlandse Top 40 was de 36e plaats in de drie weken dat het in deze hitlijst te vinden was. In de Single Top 100 piekte op de 39e plaats van de lijst en was hierin zestien weken te vinden.